# جان ماگیوایر
جان ماگیوایر (انگلیسی: Jon Maguire؛ زادهٔ ۱۹۸۸ (۳۶–۳۷ سال)) ترانه‌سرا، تهیه‌کننده موسیقی اهل بریتانیا است.